# Політико-географічне положення
Політико-географічне положення — геопросторове відношення об'єкту земної поверхні до політичних даностей, що знаходяться зовні і впливають на нього. Історична категорія, що змінюється з часом під впливом різноманітних факторів.

## Характеристика політико-географічного положення країни
- Політико-економічна оцінка державних кордонів:
  - рівень економічного розвитку сусідніх країн,
  - спільні кордони з тісними політичними та економічними партнерами,
  - спільні кордони з країнами інших політичних та економічних блоків.
- Положення відносно транспортних коридорів, ринків сировини та збуту товарів:
  - вихід до моря, річкові зв'язки,
  - торговельні відносини з сусідами,
  - забезпеченість власною сировиною.
- Положення відносно «гарячих точок» планети:
  - гарячі точки у прикордонних країнах,
  - військово-стратегічний потенціал країни, військові бази за кордоном,
  - участь країни в конфліктах, миротворчих операціях.